# 飯盛山 (愛知県)
飯盛山（いいもりやま）は、愛知県豊田市足助町にある山。標高254メートル。

## 概要
平安時代（1177年～82年頃）に足助氏初代となる足助重長が移住して黍生城に居住した。その後、2代重秀から8代重政まで飯盛城を拠点とした。山頂を3段に削って本丸から三の丸まで城塁が置かれ、西側と北側に矢場、東側には2箇所の空堀が切られた。現在もその痕跡が地形として残されている。飯森山城跡については足助氏が支配した鎌倉時代の「足助七屋敷」に含められている（鈴木氏が支配した戦国時代の「足助七城」とは異なる）。
足助氏衰亡の後は、その菩提を弔うために居館跡に香積寺が置かれた。
江戸時代の初期、香積寺11世の三栄和尚によってモミジやスギの植樹が行われた。さらに大正時代には地域住民によるモミジの植樹も行われた。そして1930年（昭和5年）に足助の地を訪れた大阪毎日新聞社社長の本山彦一によって香嵐渓と命名された。香嵐渓は山裾を流れる巴川と共に東海地方随一の紅葉の名所となっている。
カタクリの群生地がある事でも知られる。

## 史跡など
- 香積寺
- 香積寺歴代住職の墓
- 足助氏の墓
- 十六羅漢石仏
- 鈴木氏五代の墓
- 装束塚 - 足助重範の娘・滝野が二条良基の死を伝え聞いた際に良基の残した装束を埋めたと伝わる。
- 経塚 - 平安時代の末法思想に基づき、仏教の経典や仏具などを土中に埋めた塚。